# اچ‌ام‌اس کی۱۵
اچ‌ام‌اس کی۱۵ (به انگلیسی: HMS K15) یک زیردریایی بود که طول آن ۳۳۹ فوت (۱۰۳ متر) بود. این زیردریایی در سال ۱۹۱۸ ساخته شد.